# Noël Vandernotte
Noël Vandernotte (Anglet, 1923. december 25. – Beaucaire, 2020. június 19.) olimpiai bronz- és Európa-bajnoki ezüstérmes francia evezős, kormányos.

## Pályafutása
Az 1936-os berlini olimpián kormányos kettesben és négyesben bronzérmet szerzett az egység kormányosaként. Az 1934-es luzerni Európa-bajnokságon ezüstérmes lett kormányos négyesben.

## Sikerei, díjai
- Olimpiai játékok
  - bronzérmes (2): 1936, Berlin (kormányos kettes és négyes)
- Európa-bajnokság
  - ezüstérmes: 1934 (kormányos négyes)